# IC 4969
IC 4969 је спирална галаксија у сазвјежђу Телескоп која се налази на листи објеката дубоког неба у Индекс каталогу.
Деклинација објекта је - 53° 55' 14" а ректасцензија 20h 12m 56,1s. Привидна величина (магнитуда) објекта IC 4969 износи 14,2 а фотографска магнитуда 15,1. IC 4969 је још познат и под ознакама ESO 186-13, PGC 64288.